# 16 août
Pour les articles homonymes, voir Seize-Août.
16 juillet 16 septembre
Chronologies thématiques
- Croisades
- Ferroviaires
- Sports
- Disney
- Anarchisme
- Catholicisme

Abréviations / Voir aussi
- (° 1852) = né en 1852
- († 1885) = mort en 1885
- a.s. = calendrier julien
- n.s. = calendrier grégorien
- Calendrier
- Calendrier perpétuel
- Liste de calendriers
- Naissances du jour

Le 16 août ou 16 aout est le 228e jour de l’année du calendrier grégorien, 229e lorsqu'elle est bissextile, il en reste ensuite 137.
C’était généralement le 29e jour du mois de thermidor du calendrier républicain, officiellement dénommé « jour du coton ».

## Événements

### XIVesiècle
- 1328 : la Maison de Gonzague prend le pouvoir dans le duché de Mantoue.

### XVIesiècle
- 1513 : deuxième bataille de Guinegatte (guerre de la Ligue de Cambrai).

### XVIIIesiècle
- 1777 : victoire décisive de John Stark sur les Britanniques, à la bataille de Bennington, pendant la guerre d'indépendance des États-Unis.
- 1780 : victoire de Charles Cornwallis sur Horatio Gates, à la bataille de Camden, pendant la guerre d'indépendance des États-Unis.
- 1790 : lois instaurant les justices de paix, en France.
- 1793 : bataille d'Ennery, pendant la Révolution haïtienne.

### XIXesiècle
- 1819 : massacre de Peterloo, à Manchester, en Angleterre.
- 1870 : bataille de Mars-la-Tour (guerre franco-prussienne de 1870).

### XXesiècle
- 1914 :
  - début de la bataille du Cer (Première Guerre mondiale).
  - création du Conseil national suprême de Cracovie.
- 1960 : indépendance de Chypre, Mgr Makarios devient le premier président de la république de Chypre.
- 1972 : coup d’État des aviateurs au Maroc.

### XXIesiècle
- 2024 : en Thaïlande, Paethongtarn Shinawatra est élue Première ministre par la Chambre des représentants, deux jours après la destitution de Srettha Thavisin par la Cour constitutionnelle[2].

## Arts, culture et religion
- 944 : transfert de la relique du Mandylion, d’Édesse à Constantinople.
- 1974 : premier concert des Ramones au CBGB, à New York.
- 2015 : The Walt Disney Company annonce le projet d’ouverture de deux zones d’attractions aux États-Unis consacrées à Star Wars. La première ouvrira à Disneyland, à Anaheim en Californie, et la seconde se situera dans le parc Disney’s Hollywood Studios, à Orlando en Floride.

## Sciences et techniques
- 1728 : le navigateur russo-danois Vitus Béring aperçoit des îles qu'il baptise "Diomède" en ce jour de la nouvelle saint-Diomède ci-après.
- 1995 : la société américaine Microsoft lance le navigateur web Internet Explorer (logo).
- 2016 : la Chine lance le premier satellite à communication quantique.

## Économie et société
- 1870 : l’affaire de Hautefaye voit le supplice et l’immolation par le feu d’Alain de Monéys.
- 2017 : la Convention de Minamata sur le mercure entre en vigueur.

## Naissances

### XVIesiècle
- 1564 : Federico Borromeo, prélat italien († 22 septembre 1631).
- 1573 : Anne d’Autriche, archiduchesse d’Autriche, reine consort de Pologne et de Lituanie et reine consort de Suède et de Finlande († 10 février 1598).

### XVIIesiècle
- 1607 : Claude de Rouvroy de Saint-Simon, favori du roi Louis XIII († 3 mai 1693).
- 1645 : Jean de la Bruyère, écrivain et moraliste français († 10 mai 1696).
- 1688 : Gaspard de Clermont-Tonnerre, militaire français († 16 mars 1781).
- 1694 : Renaud Outhier, ecclésiastique et scientifique français († 8 mai 1774).

### XVIIIesiècle
- 1744 : Pierre Méchain, astronome français († 20 septembre 1804).
- 1773 : Louis-Benjamin Francœur, mathématicien français († 15 décembre 1849).
- 1798 : Mirabeau Bonaparte Lamar, homme politique américain, président de la république du Texas de 1838 à 1841 († 19 décembre 1859).
- 1799 : Rigores (Roque Miranda Conde dit), matador espagnol († 14 février 1843).

### XIXesiècle
- 1815 : Jean Bosco, prêtre et éducateur italien, fondateur des salésiens († 31 janvier 1888).
- 1821 : Arthur Cayley, mathématicien britannique († 26 janvier 1895).
- 1823 : Benjamin Raspail, peintre, graveur et homme politique français († 24 septembre 1899).
- 1831 : John Jones Ross, homme politique québécois, premier ministre du Québec de 1884 à 1887 († 4 mai 1901).
- 1832 : Wilhelm Wundt, psychologue et philosophe allemand († 31 août 1920).
- 1836 : Agustín Perera, matador espagnol († 12 juin 1870).
- 1845 : Gabriel Lippmann, physicien français, prix Nobel de physique 1908 († 13 juillet 1921).
- 1846 : Jean-Claude Pompeïen-Piraud, inventeur français († 24 janvier 1907).
- 1855 : Louise Marie Puisoye,  peintre française († 14 mars 1942).
- 1860 : Jules Laforgue, poète français († 20 août 1887).
- 1862 : Olivier-François Ameline, homme politique et industriel français († 8 juillet 1935).
- 1863 : Dora Bright, pianiste et compositrice britannique († 16 novembre 1951).
- 1872 : Jane Atché, peintre et illustratrice française († 6 février 1937).
- 1877 : Jean Émile Laboureur, artiste français († 16 juin 1943).
- 1878 : 
  - Auguste Germain, poète français († 11 juillet 1942).
  - Léon Binoche, joueur de rugby français, champion olympique en 1900 († 1962).
- 1884 : Hugo Gernsback, écrivain américain († 19 août 1967).
- 1885 : Alexandre Vachon, archevêque canadien († 30 mars 1953).
- 1888 : Thomas Edward Lawrence dit « Lawrence d’Arabie », officier et écrivain britannique († 19 mai 1935).
- 1889 : Robert Oscar Léon Falbisaner, résistant alsacien († 26 février 1957).
- 1894 : George Meany, syndicaliste américain († 10 janvier 1980).
- 1895 : Albert Cohen, écrivain suisse de langue française († 17 octobre 1981).
- 1896 : Tina Modotti, photographe italienne († 6 janvier 1942).

### XXesiècle
- 1904 :
  - Subhadra Kumari Chauhan, militante et poétesse indienne († 15 février 1948).
  - Wendell Meredith Stanley, biochimiste et virologue américain († 15 juin 1971).
- 1905 : Marian Rejewski, cryptologue polonais († 13 février 1980).
- 1913 : Menahem Begin (ןיגב םחנמ), homme politique israélien, premier ministre d’Israël de 1977 à 1983, prix Nobel de la paix 1978 († 9 mars 1992).
- 1915 : Al Hibbler (en), chanteur américain († 24 avril 2001).
- 1917 : François Simon, acteur et metteur en scène suisse († 5 octobre 1982).
- 1920 : Jean-Pierre Gredy, auteur de théâtre français († 25 janvier 2022).
- 1922 : Ernie Freeman (en), pianiste, organiste, chef d’orchestre et arrangeur américain († 16 mai 1981).
- 1924 : Fess Parker, acteur américain († 18 mars 2010).
- 1926 : Norman Wexler, scénariste américain († 23 août 1999).
- 1928 :
  - Ann Blyth, actrice américaine.
  - Eydie Gormé, chanteuse américaine († 10 août 2013).
- 1929 : Bill Evans (William John Evans dit), pianiste de jazz américain († 15 septembre 1980).
- 1930 : Tony Trabert, joueur de tennis américain († 3 février 2021).
- 1932 : Dina Toumarkina, artiste de théâtre d'Azerbaïdjan.
- 1933 : Stuart Roosa, astronaute américain († 12 décembre 1994).
- 1934 : Pierre Richard, acteur et réalisateur français.
- 1935 :
  - Joaquín Bernadó (Joaquín Bernadó y Bartoméu dit), matador espagnol († 21 février 2022).
  - Cliff Fletcher (en), gestionnaire canadien de hockey sur glace.
- 1937 : 
  - Lorraine Gary, actrice américaine.
  - József Madaras, acteur hongrois († 24 avril 2007).
- 1938 :
  - András Balczó, pentathlonien hongrois champion olympique.
  - Rocco Granata chanteur, compositeur et producteur de musique italo-belge.
  - Ketty Lester, chanteuse et actrice américaine.
  - Buck Rodgers, joueur et gérant de baseball américain.
- 1939 :
  - Danièle Bour, illustratrice française.
  - Sean Baptist Brady, prélat irlandais.
  - Valeri Rioumine (Валерий Викторович Рюми), cosmonaute russe († 6 juin 2022).
- 1940 :
  - Bruce Beresford, réalisateur australien.
  - François Kosciusko-Morizet, homme politique français († 4 août 2015).
- 1941 : Théoneste Bagosora, militaire rwandais († 25 septembre 2021).
- 1942 : Lesley Turner, joueuse de tennis australienne.
- 1943 : Daniel Paul, homme politique français († 16 mai 2023).
- 1944 : Moustique (Michel Grégoire dit), chanteur français.
- 1945 :
  - Gary Loizzo (en), guitariste, chanteur, ingénieur du son et réalisateur artistique américain issu du groupe The American Breed († 16 janvier 2016).
  - Sheila (Annie Chancel dite), chanteuse française.
- 1946 : Lesley Ann Warren, actrice américaine.
- 1947 : Marc Messier, acteur et scénariste québécois.
- 1948 :
  - Patrick Balkany, homme politique français anciemment élu à Levallois-Perret en Île-de-France.
  - Nunzio Galantino, évêque italien.
  - Mike Jorgensen, joueur puis gérant et gestionnaire de baseball américain, gant doré en 1973.
  - Marie-Josée Longchamps, actrice et animatrice québécoise.
  - Pierre Reid, homme politique québécois († 14 novembre 2021).
- 1950 : 
  - Stockwell Day, homme politique canadien.
  - Hasely Crawford, athlète trinidadien, champion olympique sur 100 m.
- 1951 : 
  - Richard Hunt, marionnettiste américain († 7 janvier 1992).
  - Jean-Louis Normandin, journaliste français.
  - Umaru Yar'Adua, homme d’État nigérian, président du Nigeria de 2007 à sa mort († 5 mai 2010).
- 1952 : Reginald Vel Johnson (en), acteur américain.
- 1953 : James « J.T. » Taylor, chanteur américain du groupe Kool & the Gang.
- 1954 : James Cameron, cinéaste canadien.
- 1956 :
  - Dominique Erbani, joueur de rugby français.
  - Kalju Koha, homme politique estonien.
  - Bryn Vaile, skipper britannique, champion olympique.
- 1957 : Tim Farris (en), musicien australien du groupe INXS.
- 1958 :
  - Angela Bassett, actrice et productrice américaine.
  - Diane Dodds, femme politique britannique.
  - Madonna ((Madonna) LouiseLuisa Maria Ciccone dite), chanteuse et actrice américaine.
  - Peter Wisoff, astronaute américain.
- 1960 :
  - Timothy Hutton, acteur, producteur, réalisateur et scénariste américain.
  - Mitch Landrieu, homme politique américain.
  - Franz Welser-Möst, chef d’orchestre autrichien.
- 1961 : Anne-Claude Demierre, femme politique suisse.
- 1962 : Steve Carell, acteur, producteur et scénariste américain.
- 1964 : Jimmy Arias, joueur de tennis américain.
- 1968 :
  - Clovis Cornillac, acteur français.
  - Karine Le Marchand, animatrice de télévision française.
- 1969 : Miguel Rodríguez, matador espagnol.
- 1970 : 
  - Fabio Casartelli, cycliste italien († 18 juillet 1995).
  - Saif Ali Khan, acteur indien.
- 1971 : Rulon Gardner, lutteur américain, champion olympique.
- 1972 : Emily Robison, chanteuse, compositrice et multi-instrumentiste américaine du groupe Dixie Chicks.
- 1974 :
  - Bryan Chiu, joueur de football canadien.
  - Didier Cuche, skieur suisse.
  - Krisztina Egerszegi, nageuse hongroise quintuple championne olympique.
- 1975 : 
  - George Stults, acteur américain.
  - Yan Sen, pongiste chinois, champion olympique.
  - Taika Waititi, scénariste, réalisateur, acteur et producteur de cinéma néo-zélandais.
- 1978 : 
  - Olivier Dussopt, homme politique et ministre français.
  - Nessbeal (Nabil Sahli dit), musicien français.
  - Fu Mingxia, plongeuse chinoise, quadruple championne olympique.
- 1980 :
  - Julien Absalon, vététiste français.
  - Vanessa Carlton, auteure-compositrice et interprète américaine.
- 1982 : Cam Gigandet, acteur américain.
- 1985 : Arden Cho, actrice, chanteuse et mannequin américaine.
- 1986 : Shawn Pyfrom, acteur américain.
- 1987 : Carey Price, joueur de hockey sur glace canadien.
- 1988 : Rumer Glenn Willis, actrice américaine, fille de Demi Moore et Bruce Willis.
- 1990 : Rina Sawayama, autrice-compositrice-interprète et modèle nippo-britannique.
- 1991 :
  - Sarah-Jeanne Labrosse, actrice canadienne.
  - Evanna Lynch, actrice irlandaise.
  - Young Thug (Jeffery Lamar Williams dit), rappeur américain.
- 1996 : Momona Kito, idole japonaise.
- 1997 :
  - Greyson Chance, chanteur américain.
  - Maxime Tabart, magicien français.
- 2000 :
  - Youssef Ben Sellam, joueur international marocain de futsal.
  - Victoire Berteau, coureuse cycliste française.
  - Jon Ander Olasagasti, footballeur espagnol.
  - Pontus Rödin, footballeur suédois.

### XXIesiècle
- 2001 : 
  - Willem Geubbels, footballeur français.
  - Jannik Sinner, joueur de tennis italien.
- 2002 : Dominic Stricker, joueur de tennis suisse.

## Décès

### XIIesiècle
- 1153 : Bernard de Tramelay, maître de l’ordre du Temple (° v. 1100).

### XIVesiècle
- 1358 : Albert II, duc d’Autriche (° 12 décembre 1298).
- 1400 : Bureau de La Rivière, grand chambellan et marmouset de Charles V le Sage et de Charles VI le Bien-Aimé.

### XVesiècle
- 1403 : Pietro Corsini, prélat italien (° inconnue).
- 1443 : Ashikaga Yoshikatsu, septième des shoguns Ashikaga de la période Muromachi (° 19 mars 1434).

### XVIIesiècle
- 1678 : Andrew Marvell, poète anglais (° 31 mars 1621).
- 1695 : Christopher Merrett, médecin et naturaliste anglais (° 16 février 1614).

### XVIIIesiècle
- 1799 : Vincenzo Manfredini, musicien italien (° 22 octobre 1737).

### XIXesiècle
- 1809 : Nicolas Brémontier (Nicolas-Thomas Brémontier), ingénieur français ès fixation des dunes par exemple (° 30 juillet 1738).
- 1825 : Charles Cotesworth Pinckney, homme politique américain (° 25 février 1746).
- 1829 : Édouard-Léonor Havin, homme politique français (° 10 janvier 1755).
- 1846 : Sylvain Charles Valée, militaire français (° 17 décembre 1773).
- 1861 : Ranavalona Ire, reine de Madagascar de 1810 à 1861 (° 1788).
- 1880 : Dominique Alexandre Godron, médecin, botaniste, géologue et spéléologue français (° 25 mars 1807).
- 1886 : 
  - Cecilio Pizarro, peintre et graveur espagnol (° 1er avril 1818).
  - Râmakrishna (Gadâdhar Chattopâdhyâya / গদাধর চট্টোপাধ্যায় dit), chef religieux hindou (° 18 février 1836).
- 1899 : Robert Wilhelm Bunsen, chimiste allemand (° 30 mars 1811).

### XXesiècle
- 1914 : Caroline Freeman, enseignante et directrice d'école néo-zélandaise (° dans les années 1850).
- 1920 : Joseph Norman Lockyer, scientifique, vulgarisateur, et astronome britannique (° 17 mai 1836).
- 1928 : Antonin Sova, poète tchèque (° 26 février 1864).
- 1936 : Pietro Floridia, compositeur italien (° 5 mai 1860).
- 1938 : Robert Johnson, musicien américain, précurseur du Club des 27 (° 8 mai 1911).
- 1944 : Louis Bourdonnec, résistant franco-breton, chef de section des FFI (° 15 décembre 1910).
- 1948 : George Herman « Babe » Ruth, joueur de baseball américain (° 6 février 1895).
- 1949 : Margaret Mitchell, écrivain américaine (° 8 novembre 1900).
- 1956 : Bela Lugosi, acteur américain (° 20 octobre 1882).
- 1957 : Irving Langmuir, chimiste et physicien américain (° 31 janvier 1881).
- 1959 : Wanda Landowska, pianiste et claveciniste polonaise (° 5 juillet 1879).
- 1972 : Pierre Brasseur (Pierre-Albert Espinasse dit), acteur français (° 22 décembre 1905).
- 1973 : Selman Waksman, microbiologiste américain, prix Nobel de médecine en 1952 (° 22 juillet 1888).
- 1975 : 
  - Germaine Giroux, actrice québécoise (° 25 novembre 1902).
  - Volodymyr Kuts, coureur de fonf soviétique (° 7 février 1927).
  - Friedrich Sämisch, grand maître de jeux d'échecs allemand (° 20 septembre 1896).
- 1977 : Elvis Presley, chanteur américain (° 8 janvier 1935).
- 1978 : Paul Yü Pin (于斌), prélat chinois (° 13 avril 1901).
- 1979 : John Diefenbaker, homme politique, 13e premier ministre du Canada, ayant exercé de 1957 à 1963 (° 18 septembre 1895).
- 1987 : Pepe Cáceres (José Eslava Cáceres dit), matador colombien (° 16 mars 1935).
- 1989 : Amanda Blake, actrice américaine (° 20 février 1929).
- 1991 : Luigi Zampa, réalisateur et scénariste italien (° 2 janvier 1905).
- 1992 : Malcolm Atterbury, acteur américain (° 20 février 1907).
- 1993 :
  - Niña Ruiz Abad, servante de Dieu philippine (° 31 octobre 1979).
  - Stewart Granger, acteur britannique (° 6 mai 1913).
- 1995 : Antonio Vilar, acteur portugais (° 31 octobre 1912).
- 1996 : Manolo Martínez, matador mexicain (° 10 janvier 1946).
- 1997 : 
  - Nusrat Fateh Ali Khan (نصرت فتح علی خان), musicien pakistanais (° 13 octobre 1948).
  - Yanick Dupré, joueur de hockey sur glace québécois (° 20 novembre 1972).
  - Marcel Giguère, humoriste, acteur et bruiteur québécois (° 25 août 1917).
- 1998 : Alain Marion, flûtiste français (° 25 décembre 1938).
- 1999 : Hédard Robichaud, homme politique canadien (° 2 novembre 1911).

### XXIesiècle
- 2002 : 
  - Gérard Bergeron, politicologue québécois (° 31 janvier 1922).
  - Jeff Corey, acteur et réalisateur américain (° 10 août 1914).
  - John Roseboro (en), joueur de baseball américain (° 13 mai 1933).
- 2003 : Idi Amin Dada, homme politique ougandais, chef d’État de 1971 à 1979 (° 17 mai 1928).
- 2005 : frère Roger (Roger Schutz dit), pasteur suisse œcuméniste, fondateur de la Communauté de Taizé en Saône-et-Loire (France) assassiné (° 12 mai 1915).
- 2006 : Alfredo Stroessner, homme politique paraguayen, président du Paraguay de 1954 à 1989 (° 3 novembre 1912).
- 2007 :
  - Pierre Jourdan (Pierre Gendre dit), homme de télévision et de théâtre français (° 21 septembre 1932).
  - Max Roach, percussionniste, batteur et compositeur de jazz américain (° 10 janvier 1924).
  - Aarno Walli, chef d’orchestre et musicien finlandais (° 26 octobre 1920).
- 2008 : 
  - Dorival Caymmi, chanteur brésilien (° 30 avril 1914).
  - Ronnie Drew, chanteur et musicien irlandais (° 16 septembre 1934).
- 2010 : Patrick Cauvin (Claude Klotz dit), écrivain français (° 6 octobre 1932).
- 2011 : Paul-Marie Lapointe, écrivain et journaliste québécois (° 22 septembre 1929).
- 2016 :
  - Andrew Florent, joueur de tennis australien (° 24 octobre 1970).
  - João Havelange, avocat brésilien, président de la FIFA entre 1974 et 1998 (° 8 mai 1916).
  - Luis Álvaro de Oliveira Ribeiro, homme d'affaires et dirigeant de football brésilien (° 16 décembre 1942).
- 2018 : Aretha Franklin, chanteuse américaine (° 25 mars 1942).
- 2020 :
  - Hervé Blanc, acteur français (° 29 janvier 1955).
  - Nikolaï Goubenko, acteur, scénariste et réalisateur soviétique et russe (° 17 août 1941).
  - Xavier, catcheur et lutteur en arts-martiaux américain (° 28 décembre 1977).
- 2021 :
  - Patrice Berger, sociologue et animateur de radio français (° 18 janvier 1951).
  - Volodymyr Holubnychy, athlète soviétique (° 2 juin 1936).
  - Sean Lock, acteur et humoriste britannique (° 22 avril 1963).
  - Duda Mendonça, homme d'affaires brésilien (° 10 août 1944).
  - Sadok Omrane, boxeur tunisien (° 15 octobre 1937).
  - René Quéré, peintre, illustrateur, céramiste, peintre-verrier et enseignant breton et français (° 26 mai 1932).
  - Hiroshi Sakagami, écrivain japonais (° 13 février 1936).
  - Simão Sessim, homme politique brésilien (° 8 décembre 1935).
  - Lucille Times, militante pour les droits civiques américaine (° 22 avril 1921).
  - Marilynn Webb, peintre et graveuse néo-zélandaise (° 11 septembre 1937).
- 2022 :
  - Joseph Delaney, auteur de science-fiction britannique (° 25 juillet 1945).
  - Eva-Maria Hagen, actrice et cantatrice est-allemande puis allemande (° 19 octobre 1934).
  - Francis Linel, acteur, chanteur, danseur et meneur de revues français (° 26 février 1928).
  - Bachir Yellès, peintre algérien (° 12 septembre 1921).
- 2023 :
  - Pierre Alferi, romancier, traducteur, poète et essayiste français (° 10 avril 1963).
  - Howard Becker, sociologue américain (° 18 avril 1928).
  - Sonam Gyalpo, ancien prisonnier politique tibétain (° 14 juin 1955).
  - Guennadi Jidko, officier soviétique puis russe (° 12 septembre 1965).
  - Annette Lajon, résistante française (° 11 décembre 1931).
  - Johaar Mosaval, danseur de ballet sud-africain (° 8 janvier 1928).
  - Michael Parkinson, animateur de télévision et de radio, journaliste et écrivain britannique (° 28 mars 1935).
  - Alexeï Petrov, entrepreneur bulgare (° 23 avril 1962).
  - Renata Scotto, soprano italienne (° 24 février 1934).
- 2024 :
  - Aydemir Akbaş, acteur et réalisateur turc (° 25 février 1936).
  - Afa Anoaʻi, catcheur samoan naturalisé américain (° 21 novembre 1943).
  - Jean-Pierre Bansard, chef d’entreprise et homme politique français (° 15 mai 1940).
  - Fabrice Coat, producteur français (° 3 novembre 1957).
  - Clara María González de Amezúa, femme d'affaires, restauratrice, écrivaine et gastronome espagnole (° 26 décembre 1929).
  - Marcel Lejoly, homme politique belge (° 25 février 1948).
  - Domingo Pérez, footballeur international uruguayen (° 7 juin 1936).
- 2025 : Bob Simpson, joueur de cricket australien (° 3 février 1936).

## Célébrations
- Kyoto (Japon) : Gozan no Okuribi / 五山送り火 plus connu comme Daimonji / 大文字, point d'orgue du festival O-Bon / お盆.
- Palau-de-Cerdagne et environs : tradition tricentenaire de la Xicolatada censée éliminer la gueule de bois du 15 août (Catalogne, Occitanie, Roussillon ? en France).
- Paraguay : fête des enfants commémorant le massacre de 3 500 enfants lors d'une bataille à Campo Grande durant la guerre de la Triple Alliance (jour férié, cf. aussi décès de 2006 plus haut).
- Ploërmel (Morbihan, Bretagne, France) : pardon de Ploërmel en l'honneur du saint patron Armel (ci-après) de la ville.
- Sienne (Toscane, Italie) : seconde manche courue du Palio dell’Assunta / palio de l'Assomption.

- Christianisme : cf. Arts et religions ci-avant en 944.

### Saints des Églises chrétiennes

#### Saints catholiques et orthodoxes du jour
Saints catholiques et orthodoxes du jour :
- Aré de Nevers († 558) - ou « Are », « Arède » ou « Arige » -, évêque de Nevers en Bourgogne.
- Armel (482 - 552 ou 570) - ou « Arzhel » ou « Armagillus » -, originaire du Pays de Galles, ermite à Plouarzel où il fonde une abbaye, puis abbé à Saint-Armel-des-Bochaux, au diocèse de Léon, en Bretagne. Cf. aussi Ploërmel.
- Arsace de Nicomédie († vers 358), ermite à Nicomédie.
- Cénéré († 680) - ou « Cenère », « Sérène » ou « Sérenède » -, ermite au tombeau de saint Martin, puis dans la région de la Mayenne ; fêté aussi le 7 mai avec son frère saint Céneri.
- Cizy (VIIIe siècle ou IXe siècle), soldat de Charlemagne (sous les ordres de Saint Vidian ), natif de Besançon, martyr par la main des musulmans (au pied de la cité d’Angonia, aujourd’hui Martres-Tolosane ), près de Rieux-Volvestre dans la Haute-Garonne, dont il est le saint patron.
- Diomède de Tarse († 288 / vers 302 à 305), médecin originaire de Tarse ayant exercé surtout à Byzance, habité Nicée en Bythinie où martyr en tant que chrétien (ou à Nicomédie) sous l’empereur romain Dioclétien (fêté aussi les 9 juin, plutôt plus anciennement).
- Étienne Ier de Hongrie († 1038) - ou « Szent István » -, fonda et christianisa le Royaume de Hongrie ; célébré également le 15 août[5] par l’Église catholique romaine et le 20 août[6] par l’Église orthodoxe. Fête majeure le 26 décembre...
- Fraimbault (vers 500 - 532 ou 570) - ou « Fraimbaud », « Frambaud », « Frambourg » ou « Frambaldus » en latin, dit « l’Auvergnat », reclus à Ivriac, près de Paris, moine à l’abbaye de Micy, près d’Orléans, puis ermite évangélisateur et fondateur de monastères dans le Maine.
- Nil d’Erikoussa († 1320), neveu de l’empereur Théodore Ier Lascaris, moine du monastère des Acémètes, confesseur de la foi orthodoxe face à l’empereur unioniste Michel VIII Paléologue, rénovateur du monastère de Hiéromérion en Épire.
- Raphaël du Banat († après 1590), ascète à Srijemska Mitrovica dans le Banat serbe. Cf. 29 septembre, saints-archanges.
- Stamatios de Volos († 1680), originaire de Volos en grèce, martyr décapité à Constantinople par la main des musulmans.
- Théodule du Valais (IVe siècle) - ou « Théodule d’Octodure » ou « Théodore » -, premier évêque d’Octodure (Martigny), apôtre du Valais.

#### Saints et bienheureux catholiques du jour
Saints et bienheureux catholiques du jour :
- Ange-Augustin Mazzinghi († 1434), bienheureux, prêtre carme à Florence.
- Béatrice de Silva Meneses (1424 - 1490), nièce d’Isabelle, reine de Castille, religieuse fondatrice d’un ordre de contemplatives en l’honneur de l’Immaculée Conception.
- Hugoline († 1300), moniale, ermite près de Verceil, en Piémont italien, fuit sa famille et se fit passer pour un homme.
- Jean de Sainte-Marthe († 1618), bienheureux, missionnaire franciscain martyr décapité à Kyoto au Japon.
- Jean-Baptiste Ménestrel († 1794), bienheureux, prêtre et martyr des pontons de Rochefort, sur le Washington, pendant la Révolution française.
- Laurent l’Encuirassé († 1243), bienheureux, ermite dans le Latium.
- Marie du Sanctuaire de Saint Louis de Gonzague (1891 - 1936) - ou « Elivra Moragas Cantarero » -, carmélite et prieure du couvent de Madrid, elle est fusillée par des Républicains espagnols lors de la guerre civile là-bas, fêtée également le 15 août.
- Pierrette de Saint-Joseph (1845 - 1906) - ou « Petra de San José Pérez Florido » -, bienheureuse, fondatrice de la Congrégation des Sœurs Mères des Abandonnés en Espagne.
- Placide Garcia Gilabert, religieux franciscain, à Denia, Henri Garcia Beltran, diacre capucin à Benicasim, et Gabriel, Joseph-Marie Sanchis Mompo († 1936), religieux du Tiers-Ordre de Saint-François, à Picassent, martyrs de la guerre civile espagnole.
- Raoul de La Futaie († 1129) - ou « Radulphe de la Futaie » ou « Radulphus de Flageio » -, bienheureux, fondateur des abbayes de Loc Maria, près de Quimper, et de Saint-Sulpice-la-Forêt, entre Rennes et Fougères.
- Roch de Montpellier (1340 - 1379), pèlerin dévoué aux malades, notamment de la peste.
- Rose Fan Hui († 1900), vierge, martyre dans la persécution menée par la secte de Yihetuan, noyée dans la province chinoise de Hebei.
- Simon Bokusai Kyota († 1620), catéchiste, et sa femme Madeleine, avec ses compagnons Thomas Ghengoro et sa femme Marie, ainsi que leur fils Jacques, bienheureux, martyrs crucifiés au Japon.
- Thomas Ghengoro († 1620), bienheureux, jeune martyr crucifié au Japon, avec ses parents (cf. item précédent, même date).

#### Saints orthodoxes
Saints orthodoxes du jour (aux dates parfois "juliennes" / orientales) :
- Chérémon de Scété († IVe siècle), moine ermite dans la région de Nitrie.
- Joachim d’Osogovsk († XVIIe siècle), moine et ascète en Russie.
- Constantin Brancoveanu († 1714), martyr avec son conseiller et ses quatre fils.

### Prénoms du jour
Prénoms du jour  :
Bonne fête aux Armel et ses variantes : Aël, Arey, Arhel, Armaël, Armela, Armelin, Armaëlle, Armelle, Armeline, Armelo, Armen, Armenie, Armenio, Arzhel, Arzhela, Arzhelenn, Ermel, Ermelle, Hamdi, Hela, Hermet, etc.
Et aussi aux :
- Etienne et ses variantes : Estéban, Estèphe, Estève, Estin, Etiennette, Fanny, Stéfane, Stefano, Steffi, Steffy, Stefi, Stéfie, Stéphan, Stéphane, Stéphanie, Stephen, Steve, Stève, Steven, etc. (cf. 26 décembre).
- Aux Hugoline (et 1er avril des Hugues et variantes),
- Roch et ses variantes : Rocco, Rocha, Rochelle, Rochus, Rock, Rockford, Rockhaya, Rockland, Rocklin, Rocko, Rocky, Rohan, Roque, Jean-Roch, Jean-Roque, etc.

## Traditions et superstitions

### Dictons
- « À la saint-Roch, grande chaleur prépare vin de couleur. »
- « Après saint-Roch, aiguise ton soc. »[8]
- « Pour la saint-Roch prépare tes sabots. »
- « Qui aime Saint Roch, aime son chien. »[9]

### Astrologie
- Signe du zodiaque : vingt-cinquième jour du signe astrologique du lion.

## Toponymie
- Les noms de plusieurs voies, places, sites ou édifices de pays ou régions francophones contiennent cette date sous différentes graphies : voir Seize-Août .